# L'Affaire Ben Barka
L'Affaire Ben Barka est un téléfilm français en deux parties réalisé par Jean-Pierre Sinapi, diffusé en 2007. Il dure 170 minutes.

## Synopsis
Le téléfilm montre comment, en octobre 1965, est décidée et exécutée l'élimination de Ben Barka par Mohamed Oufkir au moment où l'opposant marocain d'Hassan II doit prendre la tête de la Tricontinentale.
Le journaliste Philippe Bernier, sympathisant de Ben Barka, doit servir de « chèvre ». Le film montre l'implication des États-Unis auxquels s'oppose de Gaulle. Ben Barka est enlevé par des policiers français (abusés par Antoine Lopez, dit « Savonnette »), alors qu'il rejoint ses amis à la brasserie Lipp pour déjeuner. Il devait ensuite assister à la représentation d'une pièce de Boris Vian. Jacques Foccart est désigné comme la personne qui aurait favorisé l'enlèvement, Antoine Lopez comme le complice actif d'Oufkir. Ben Barka est d'abord séquestré à Fontenay-le-Vicomte dans la villa de Georges Boucheseiche, un barbouze.
Les autorités françaises n'apprennent l'enlèvement que le lendemain. Le ministre de l'Intérieur, Roger Frey, est informé par Maurice Papon, préfet de police de Paris, de l'enlèvement de Ben Barka. L'élection présidentielle à laquelle se présente de Gaulle pèse sur cette affaire. Maurice Papon défend la raison d'État et n'empêche pas Oufkir de regagner le Maroc.
Mehdi Ben Barka meurt sous la torture, ayant refusé de collaborer avec un régime corrompu et de divulguer le numéro du compte en Suisse où était déposé l'argent de la Tricontinentale. Son corps est embarqué de nuit dans un avion. Les Américains sont au courant de ces faits. Son corps disparaît dans une solution chimique.

## Fiche technique
- Réalisation : Jean-Pierre Sinapi
- Scénario : Jacques Lahib et Philippe Madral
- Production : France 2 et Scarlett Production
- Musique : Antoine Duhamel
- Dates de diffusion :
  - le 14 septembre 2007 au Festival de la fiction TV de La Rochelle
  - les 21 et 22 janvier 2008 sur France 2
  - le 28 août 2008 sur France 4
  - les 12 et 19 octobre 2009 sur France 5

## Distribution
- Atmen Kelif : Mehdi Ben Barka
- Simon Abkarian : le général Oufkir, ministre marocain de l'intérieur
- Olivier Gourmet : Antoine Lopez, « Savonnette », chef d'escale à Orly et agent du SDECE
- Hippolyte Girardot : Georges Figon, voyou au cœur du complot, ami du réalisateur Georges Franju
- Jean-François Stévenin : le commissaire divisionnaire Bouvier
- Antoine Duléry : le colonel Leroy-Finville, chef du « Service 7 » du SDECE et supérieur de Lopez
- Bernard Le Coq : Maurice Papon, le préfet de police de Paris
- Grégori Dérangère : Philippe Bernier, journaliste « ami » de Ben Barka
- Arnaud Giovaninetti : « Chtouki »
- Jean-Michel Dupuis : Jean Caille, le commissaire des Renseignements Généraux
- Abdelhafid Metalsi : le commandant Dlimi, chef de la sûreté marocaine
- Nadia Kaci : Ghita Ben Barka, la femme de Mehdi
- Lyes Salem : Achaachi
- Bruno Lochet : Louis Souchon, un des deux policiers qui enlèvent Ben Barka
- Zakariya Gouram : Abdelkader Ben Barka, le frère de Mehdi
- Hammou Graïa : le prince Moulay Ali, le négociateur
- Chick Ortega : Georges Boucheseiche, le barbouze dont la villa sert à séquestrer Ben Barka
- Gary Cowan : le colonel Martin, chef de l’antenne de la CIA au Maroc
- Amandine Truffy  : Anne Azzemouri
- Jean-Pol Brissart : Pierre Lemarchand, l'avocat de Figon
- Anne Suarez : Anne-Marie Coffinet, la maîtresse de Figon, comédienne
- François Sinapi : Roger Voitot, un des deux policiers qui enlèvent Ben Barka